# حارة غرقة الصين (صنعاء)
حارة غرقة الصين هي إحدى حارات حي الوحدة بمديرية الوحدة إحدى مديريات العاصمة اليمنية صنعاء، بلغ تعداد سكانها 2287 نسمة حسب تعداد اليمن لعام 2004.